# Liebherr-Aerospace

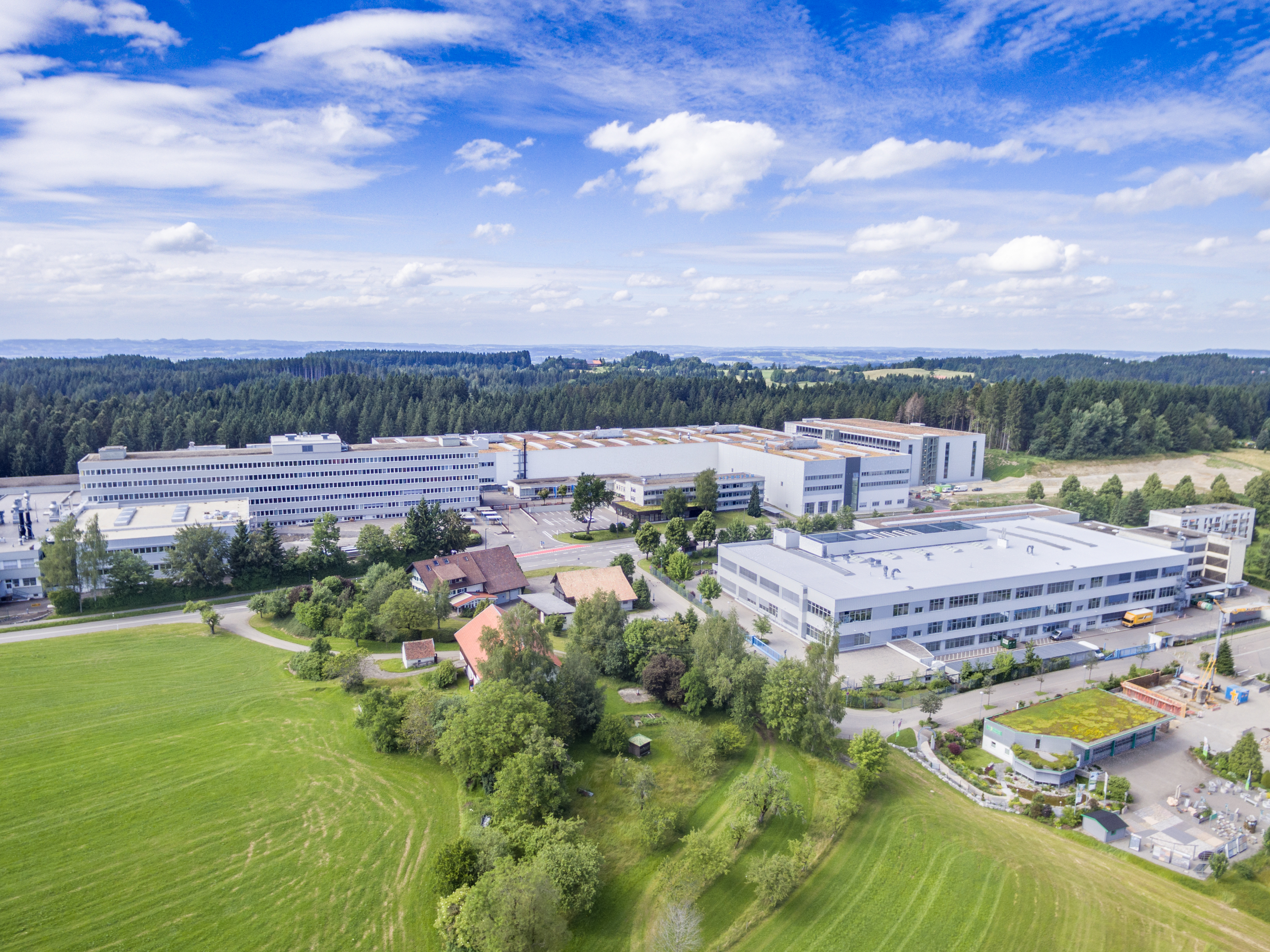
Liebherr Werk Lindenberg (2016)

Die Liebherr-Aerospace ist ein Teil der Liebherr-Unternehmensgruppe. Die Liebherr-Aerospace & Transportation SAS in Toulouse, Frankreich und die Liebherr-Aerospace Lindenberg GmbH in Lindenberg im Allgäu im Landkreis Lindau (Bodensee) im Westallgäu sind hundertprozentige Tochtergesellschaften.
Sie sind Teil der Liebherr-Unternehmensgruppe und gehören zur Sparte Aerospace und Verkehrstechnik der Firmengruppe. Sie sind spezialisiert auf die Entwicklung und Fertigung von Klimatisierungssystemen, Flugzeugfahrwerken sowie Flugsteuerungs- und Betätigungssystemen für Flugzeuge und Helikopter aller Art.

## Geschichte

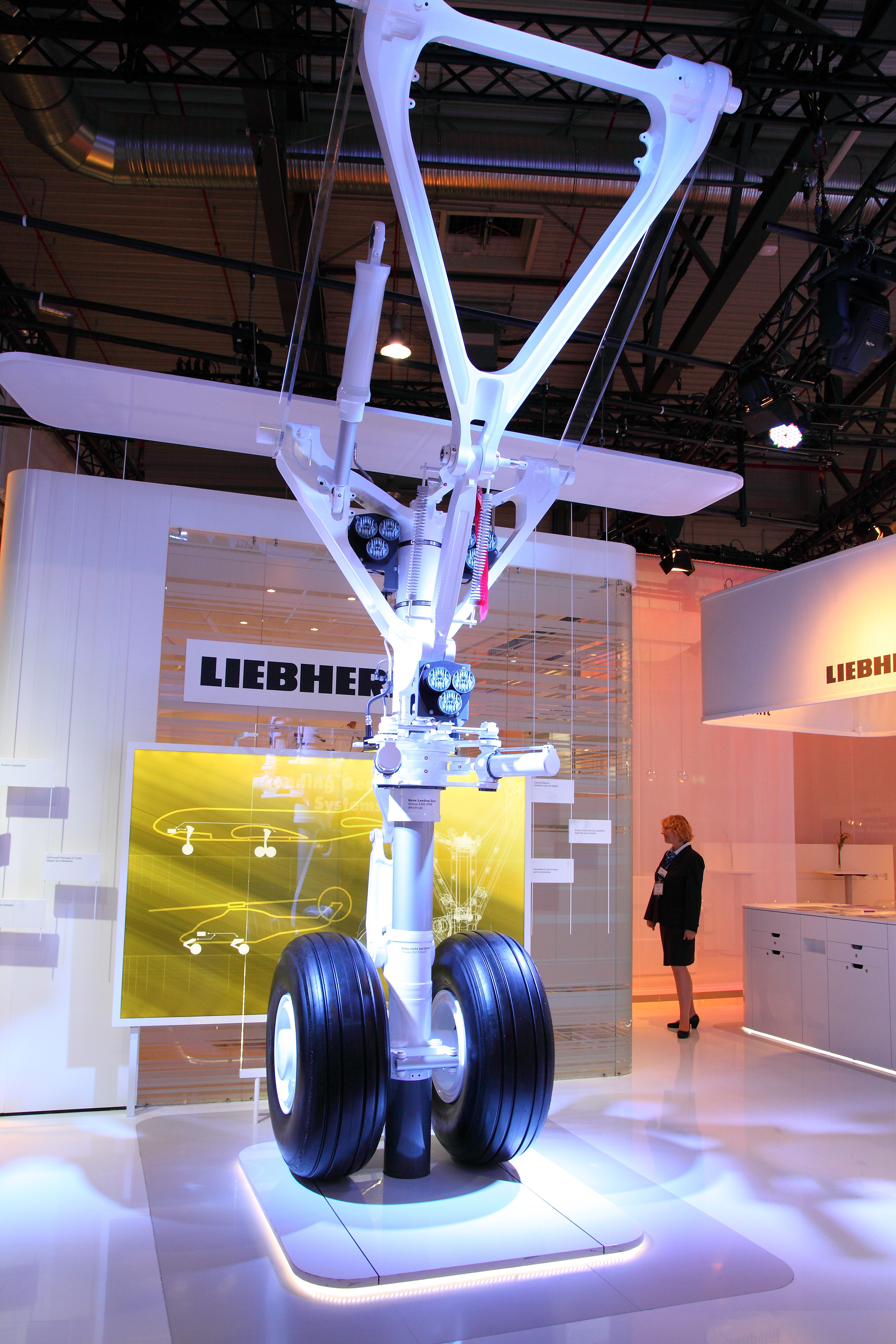
Liebherr-Aerospace auf der ILA (2012)

Alleingesellschafterin der Liebherr-Aerospace & Transportation SAS ist die Liebherr-International AG in Bulle (Schweiz). Die Liebherr-Aerospace in Lindenberg besteht als eigene Produktionsgesellschaft seit 1960. Anfänglich beschäftigte sich das Unternehmen mit einfachen Reparaturaufträgen und dem Lizenzbau für Ersatzteile von Fluggeräten. Nach und nach erfolgte der Einstieg in Fahrwerk-, Flugsteuerung und Betätigungssysteme sowie Getriebe und Elektroniken für Flugzeuge und Hubschrauber.
Der wichtigste Kunde 2015 war Airbus, mit einem Anteil am Gesamtumsatz von annähernd 50 Prozent. Ab 2019 wurde das erste 3D-gedruckte Bauteil (Sensorhalter am A350 Fahrwerk) geliefert. Seit 2021 wird der Wechselrichter für das Cockpit der Muster A320 und A330 produziert. Den restlichen Umsatz erbrachten Aufträge von den Herstellern wie:
- Airbus Helicopters
- Boeing
- Irkut Regional Aircraft
- Embraer
- Bombardier
- COMAC
- Leonardo Aircraft
- Leonardo Helicopters

und das Leistungsgetriebe für das neue Triebwerk UltraFan® von Rolls-Royce in Zusammenarbeit mit Aerospace Transmission Technologies GmbH – einem Gemeinschaftsunternehmen von Liebherr-Aerospace und Rolls-Royce.
In Lindenberg erfolgt die Produktion auf einer Gesamtfläche von 127.000 m², davon 82.000 m² überdachte Hallenfläche.